# Daytonská dohoda

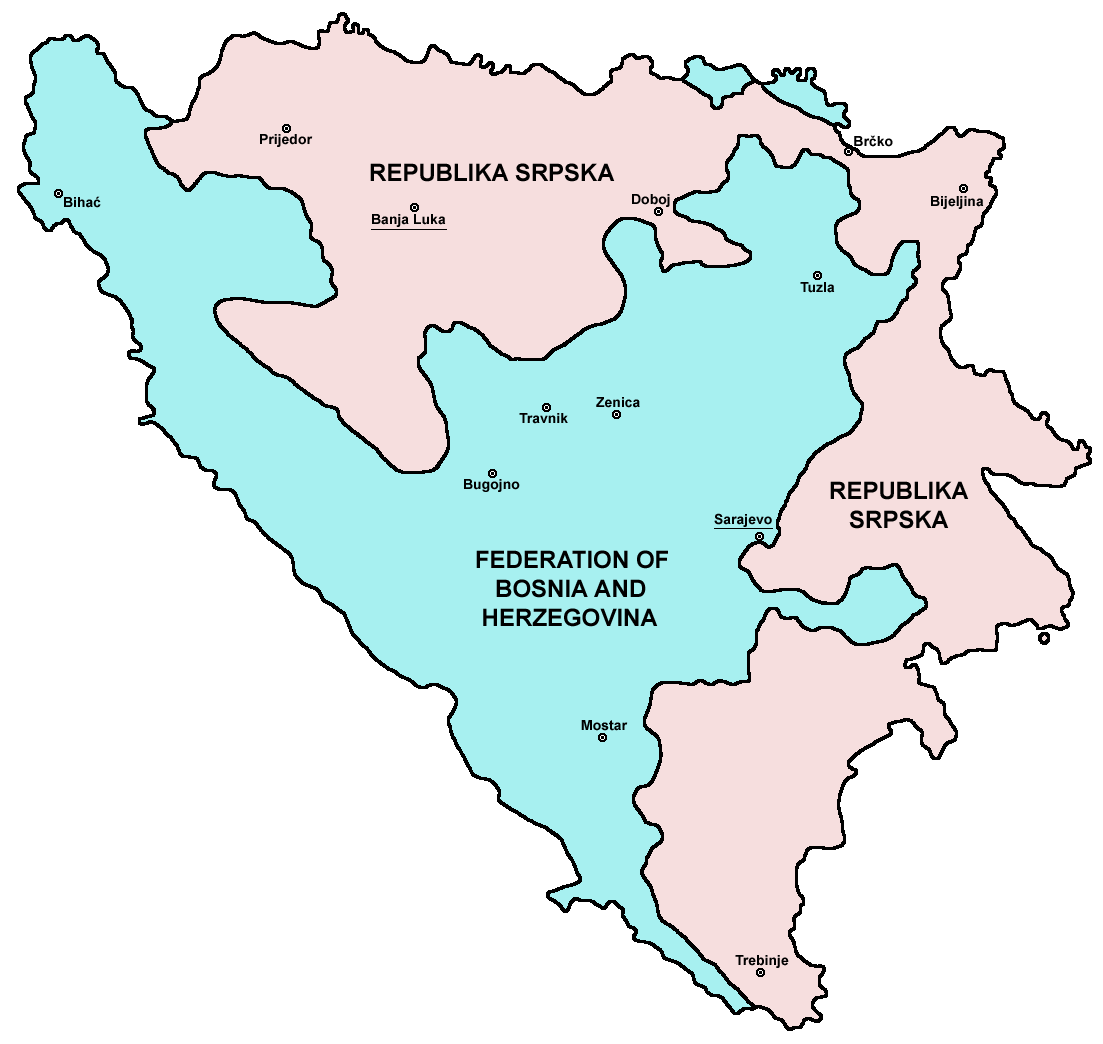

Všeobecná rámcová smlouva pro mír v Bosně a Hercegovině, známá jako Daytonská smlouva, Daytonské dohody, Pařížský protokol nebo Daytonsko-pařížská smlouva (chorvatsky i srbsky Dejtonski mirovni sporazum) ukončila konflikt v Bosně a Hercegovině. Dokument, kterému předcházelo několik neúspěšných smluv, ukončil pro celou Evropu překvapivý a krvavý konflikt v rozpadající se Jugoslávii. Byla uzavřena v listopadu 1995 na letecké základně Wright-Patterson u Daytonu v Ohiu. Formálně byla podepsána v Paříži 14. prosince 1995, zástupci západních mocností i představiteli Chorvatska, BiH a Srbska, tedy všemi zainteresovanými stranami.
Mírová smlouva řešila aktuální otázky, které tížily hluboce rozdělené obyvatelstvo Bosny a Hercegoviny, tedy nejen podmínky národního usmíření, ale hlavně poválečné uspořádání a politické rozdělení moci. Republiku srbskou doplnila Federace Bosny a Hercegoviny, tedy chorvatsko-muslimský útvar. Stát byl prohlášen za de facto konfederací obou jednotek, tedy plně v principu "dualismu", obě nově vzniklé "entity" získaly rozsáhlou míru samosprávy, takže centrální vládě v Sarajevu připadá pouze minimum nezbytných pravomocí. Aby bylo možné zajistit pozitivní vývoj mírového procesu, byl zřízen i tzv. Úřad vysokého představitele pro Bosnu a Hercegovinu (OHR), který byl vybaven rozsáhlými pravomocemi, včetně rozpouštění politických stran. Samotný bosenskohercegovinský stát však zůstal rozdělený, jeho politický systém velmi složitý (stejně jako jeho ústava) a poválečnou spolupráci i nadále blokují odlišné zájmy, mnohdy v plně nacionalistickém duchu, jednotlivých subjektů, tedy entit.
Na dodržování dohody následně dohlížely na území Bosny a Hercegoviny mezinárodní jednotky SFOR.

## Vývoj mírové smlouvy a předcházející dokumenty
Ačkoliv se základní koncepty Daytonské smlouvy začaly objevovat v mezinárodních jednáních již od roku 1992, samotná jednání následovala až po neúspěšných mírových úsilích a urovnáních v roce 1995. Jednání se pohnula dopředu až poté, co NATO zahájilo operaci Deliberate Force. Šlo o bombardování vojsk a infrastruktury bosenských Srbů, které následovalo po opakovaných útocích na mezinárodní mírové síly OSN IFOR.
Jednání se konala ve stínu masakru v tzv. "bezpečné zóně Srebrenica" a po obvinění hlavních vojenských a vládních představitelů Bosenských Srbů před Mezinárodním trestním tribunálem pro bývalou Jugoslávii. Během září a října 1995 vyvíjelo mnoho světových mocností (především USA a Rusko, spojených do Kontaktní skupiny) tlak na vůdce všech tří stran, aby se zúčastnili jednání v Daytonu v Ohiu.
Konference se konala od 1. listopadu do 21. listopadu 1995. Hlavními účastníky z regionu byli srbský prezident Slobodan Milošević (při absenci Karadžiće reprezentoval zájmy Bosenských Srbů), chorvatský prezident Franjo Tuđman (zastupující bosenské Chorvaty) a bosenský prezident Alija Izetbegović s bosenským ministrem zahraničí Muhamedem "Mo" Sacirbeyem.
Mírovou konferenci vedli americký ministr zahraničí Warren Christopher a vyjednávač Richard Holbrooke s dvěma spolupředsedajícími v podobě zvláštního představitele EU Carla Bildta a ruského ministra zahraničí Igora Ivanova. Klíčovým účastníkem v americké delegaci byl generál Wesley Clark (později se stal v roce 1997 velitelem vojsk NATO pro EU – SACEUR). Vojenským reprezentantem Spojeného království byl plukovník David Leakey (později v roce 2005 se stal velitelem EUFOR). Během jednání byla právním zástupcem delegace bosenské vlády Veřejná mezinárodní právní a politická skupina.
Zajištěné místo bylo vybráno dražbou, aby se omezila možnost účastníků jednat v médiích spíše než u vyjednávacího stolu. Na začátku jednání představily jednotlivé zúčastněné strany mapy, které představovaly jejich vizi rozdělení Bosny a Hercegoviny. Dne 8. listopadu 1995 se vedlo celkem šest nepříliš úspěšných jednání o tom, jaké má rozdělení státu na dvě entity být. Obdobná situace následovala i o několik dní později, což americké vyjednavače přimělo k názoru, že budou muset představit vlastní návrhy, jak má být vymezeno budoucí území Republiky srbské a Federace Bosny a Hercegoviny.
Dne 16. listopadu 1995 se mezitím jugoslávský prezident Milošević s Harisem Silajdžićem domluvil na vytvoření koridoru v blízkosti města Goražde. Tím tak byla poslední oblast v Podriní, kterou VRS nedobyla, spojena se zbytkem Federace BiH, řízené ze Sarajeva. Jednalo se o první průlom v jednáních. Po jistou dobu nabízeli američtí vyjednavači Aliji Izetbegovićovi až 55 % území Bosny a Hercegoviny, on však nabídku nakonec nepřijal. Následně trval Slobodan Milošević na rozdělení zhruba v poměru 1:1, které také bylo zrealizováno.
Poté, co se všechny strany shodly a dne 21. listopadu 1995 byl v Daytonu vypracován návrh smlouvy, byla úplná a formální smlouva podepsána 14. prosince 1995 v Paříži ve Francii také francouzským prezidentem Jacquesem Chiracem, americkým prezidentem Billem Clintonem, britským premiérem Johnem Majorem, německým kancléřem Helmutem Kohlem a ruským premiérem Viktorem Černomyrdinem.
Současné politické rozdělení Bosny a Hercegoviny a struktura její vlády byly dohodnuty následně, jako součást ústavy tvořící doložku č. 4 "Všeobecné rámcové smlouvy" dohodnuté v Daytonu. Klíčovým prvkem bylo nakreslení hraniční čáry vnitřního společenství, na kterou odkazovalo mnoho úkolů vyjmenovaných v doložce.
Smlouva pověřila širokou škálu mezinárodních organizací monitorováním, dohledem a implementací částí smlouvy. IFOR vedený NATO (implementační síly) byly zodpovědné za implementaci vojenských aspektů smlouvy a rozšířeny 20. prosince 1995, kdy převzaly vojska UNPROFOR.

## Rozhodnutí Ústavního soudu Bosny a Hercegoviny
13. října 1997 požádala krajně pravicová Chorvatská strana práva Ústavní soud Bosny a Hercegoviny o anulování některých rozhodnutí a o potvrzení jednoho rozhodnutí Nejvyššího soudu republiky Bosny a Hercegoviny a především o přezkoumání ústavnosti Všeobecné rámcové mírové smlouvy pro Bosnu a Hercegovinu, protože prý podkopává integritu státu a může způsobit rozdělení Bosny a Hercegoviny. Soud dospěl k závěru, že není kompetentní k tomu, aby rozhodl spory týkající se zmíněných rozhodnutí, protože žadatelé nebyli subjekty popsané v článku VI.3 (a) Ústavy týkajícího se těch, kdo předložit případy soudu.
Byl to jeden z prvních případů, kdy musel soud čelit otázce legálnosti ústavy. Poznámkou obiter dictum týkající se Doložky IV (Ústava) a zbytku mírové smlouvy vytvořil soud aktuálně půdu pro právní jednotku celé mírové smlouvy, která dále vyjadřovala, že všechny doložky jsou hierarchicky na stejné úrovni. V pozdějších rozhodnutích to soud potvrdil užitím dalších doložek mírové smlouvy jako přímého základu pro analýzy a nejen ve smyslu systematické interpretace doložky IV. Nicméně protože soud odmítl současný požadavek žadatelů, nešel do detailů v kontroverzní otázce legálnosti procesu, v kterém vstoupila v platnost nová ústava (doložka IV) a nahradila tak bývalou ústavu republiky Bosny a Hercegoviny.

## Územní změny
Před Daytonskou smlouvou kontrolovali bosenští Srbové asi 46 % Bosny a Hercegoviny (23 687 km2), bosenští Chorvaté 25 % (12 937 km2) a Bosňáci [zdroj?] 28 % (14 505).

### Kontrola Republiky Srbské
- asi 9 % (2 117 km2) dnešního území Republiky Srbské bylo kontrolováno bosenskochorvatskými jednotkami; především v obcích Mrkonjić Grad, Šipovo, Ribnik, Petrovac, Istočni Drvar, Jezero, Kupres (Republika Srbská) a část Banja Luky
- asi 1,5 % (350 km2) dnešního území Republiky Srbské bylo kontrolováno jednotkami Bosňáků; především některé vesnice v Ozrenu (obce Doboj a Petrovo) a v západní Bosně (Krupa a části Novi a Oštra Luka)
- zbytek (22 059 km2) byl pod kontrolou bosenských Srbů

### Kontrola Federace Bosny a Hercegoviny
- asi 41 % (10 720 km2) Federace Bosny a Hercegoviny bylo pod bosenskochorvatskou kontrolou
- asi 53 % (13 955 km2) Federace Bosny a Hercegoviny bylo pod kontrolou Bosňáků[zdroj?]
- zbytek (1 435 km2) byl pod kontrolou bosenských Srbů

#### Podle kantonů
Hercegbosenský kanton:
- byl téměř celý pod kontrolou bosenských Chorvatů (4 924 km2) Federace Bosny a Hercegoviny
- Bosňáci kontrolovali některá místa východně od Kupresu (10 km2)

Unsko-sanský kanton:
- byl téměř celý pod kontrolou Bosňáků (3 925 km2)
- bosenští Chorvaté kontrolovali některé horské průsmyky na jižních stranách obcí Bosanski Petrovac a Bihać (200 km2)

Západohercegovinský kanton:
- byl celý pod kontrolou bosenských Chorvatů (1 362 km2)

Hercegovačko-neretvanský kanton:
- byl rozdělen, více než polovina byla pod kontrolou bosenských Chorvatů (2 525 km2)
- severní a střední části byly pod kontrolou Bosňáků (1 666 km2)
- východní pohoří byla pod kontrolou bosenských Srbů (210 km2)

Středobosenský kanton:
- byl rozdělen, něco více než třetina byla pod kontrolou bosenských Chorvatů (1 099 km2)
- zbytek byl pod kontrolou Bosňáků (2 090 km2)

Zenicko-dobojský kanton:
- byl z velké části pod kontrolou Bosňáků (2 843 km2)
- pod kontrolou bosenských Chorvatů bylo několik malých enkláv, např. Žepče, Usora, Daštansko (400 km2)
- východní pohoří byla pod kontrolou bosenských Srbů (100 km2)

Tuzlanský kanton:
- byl z velké části pod kontrolou Bosňáků (2 544 km2)
- v obci Gradačac bylo několik vesnic pod kontrolou bosenských Chorvatů (5 km2)
- některé vesnice v obci Doboj a Gračanica byly pod kontrolou bosenských Srbů (100 km2)

Posavský kanton:
- byl většinou pod kontrolou Chorvatů (205 km2)
- bosenští Srbové kontrolovali Odžak a části obce Domaljevac (120 km2)

Podrinský kanton:
- byl většinou pod kontrolou Bosňáků (405 km2)
- Bosenští Srbové kontrolovali území, které je spojovalo se Sarajevem (100 km2)

Sarajevský kanton:
- byl mimo samotné Sarajevo většinou pod kontrolou Srbů (800 km2)
- Bosňáci kontrolovali některé jižní předměstí a většinu města samotného (477 km2)

Okres Brčko byl rozdělen takto:
- Bosňáci kontrolovali většinu jeho jižních částí (200 km2)
- bosenští Srbové jeho severní části (193 km2)
- bosenští Chorvati kontrolovali zbytek, část blízko obce Orašje a dvě enklávy v jižní části obce (100 km2)